# Silésien (époque)
Pour les articles homonymes, voir Silésien.
Stratigraphie
Dinantien
Le Silésien est une subdivision de l'échelle des temps géologiques, qui regroupe le Serpukhovien, le Bachkirien, le Moscovien, le Kassimovien, et le Gjélien.
Elle est nommée d'après la région polonaise de Silésie, riche en gisements de charbon datant de cette époque.
Elle inclut généralement les étages suivants :
- Gzhélien (303,9±0,9 - 299,0 ± 0,8 Ma) ;
- Kasimovien (306,5 ± 1,0 - 303,9±0,9 Ma) ;
- Moscovien (311,7 ± 1,1 - 306,5 ± 1,0 Ma) ;
- Bashkirien (318,1 ± 1,3 - 311,7 ± 1,1 Ma) ;
- Serpukhovien (326,4 ± 1,6 - 318,1 ± 1,3 Ma).

Elle est caractérisée par la formation de la Pangée qui élève les montagnes hercyniennes et la présence de vastes forêts tropicales sur de vastes étendues en Amérique du Nord, en Europe, et dans le nord de la Chine, qui ont laissé d'importants dépôts de charbon.
Alternativement, on subdivise aussi traditionnellement (en Europe uniquement) le Silésien en les étages suivants, basés non sur des strates sédimentaires marines (affleurant en Europe orientale, en Russie) mais davantage continentales (qui affleurent en Europe occidentale):
- Stéphanien (305,0 - 302,0 Ma) ;
- Westphalien (316,5 - 305,0 Ma) ;
- Namurien (326,4 - 316,5 Ma) ;

## Paléontologie

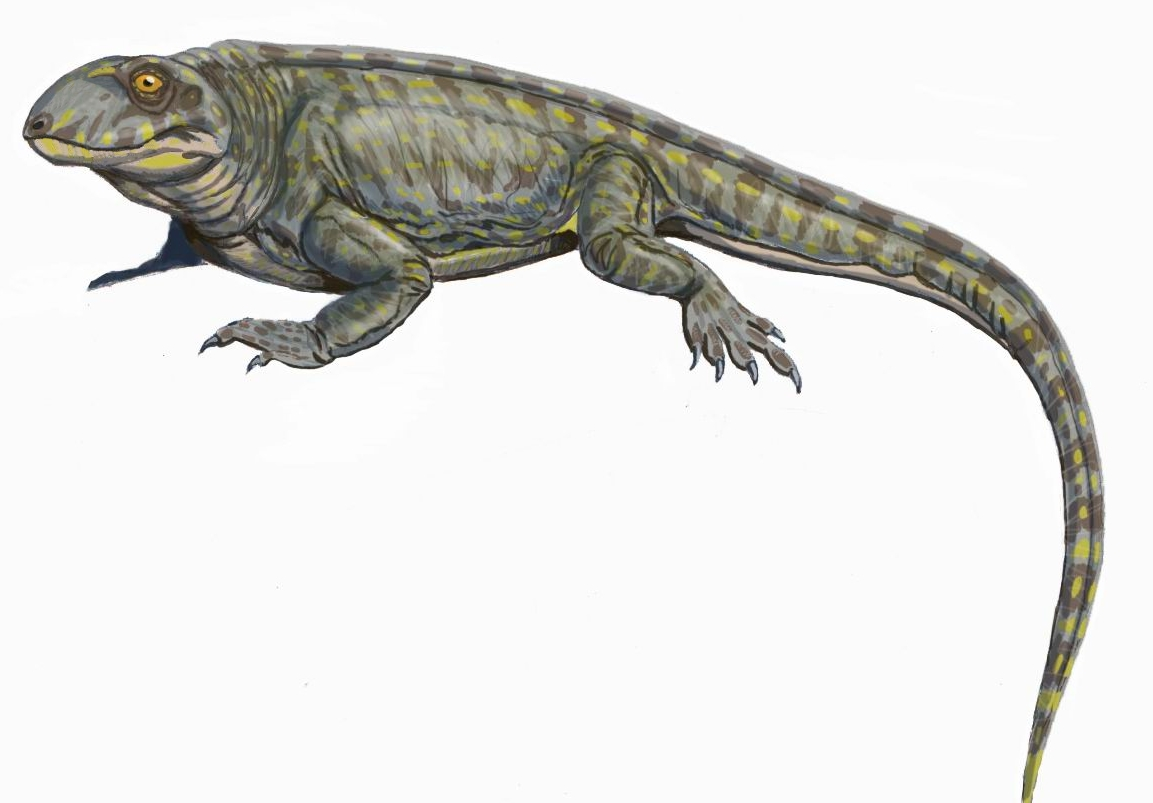
Palaeohatteria
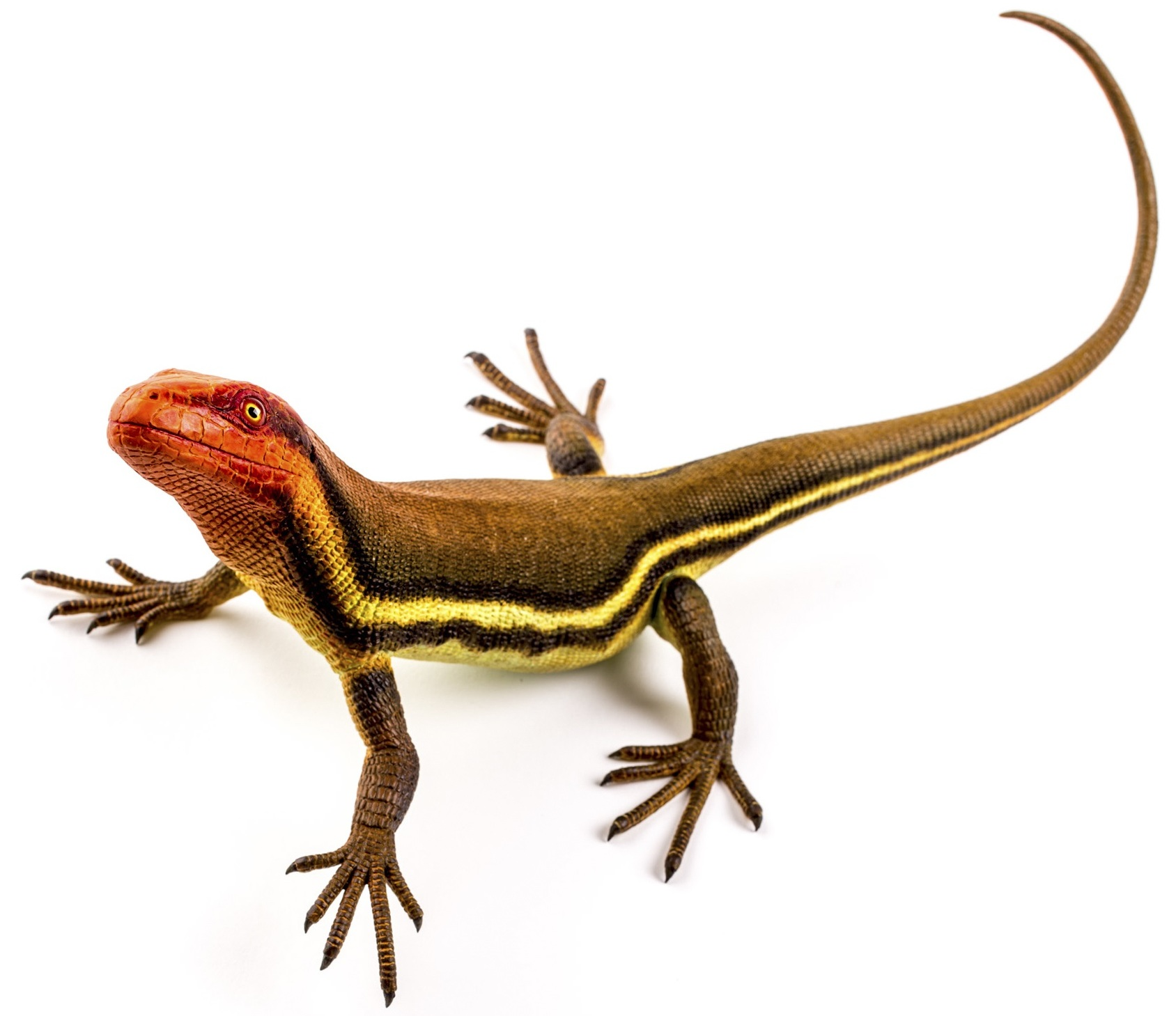
Hylonomus
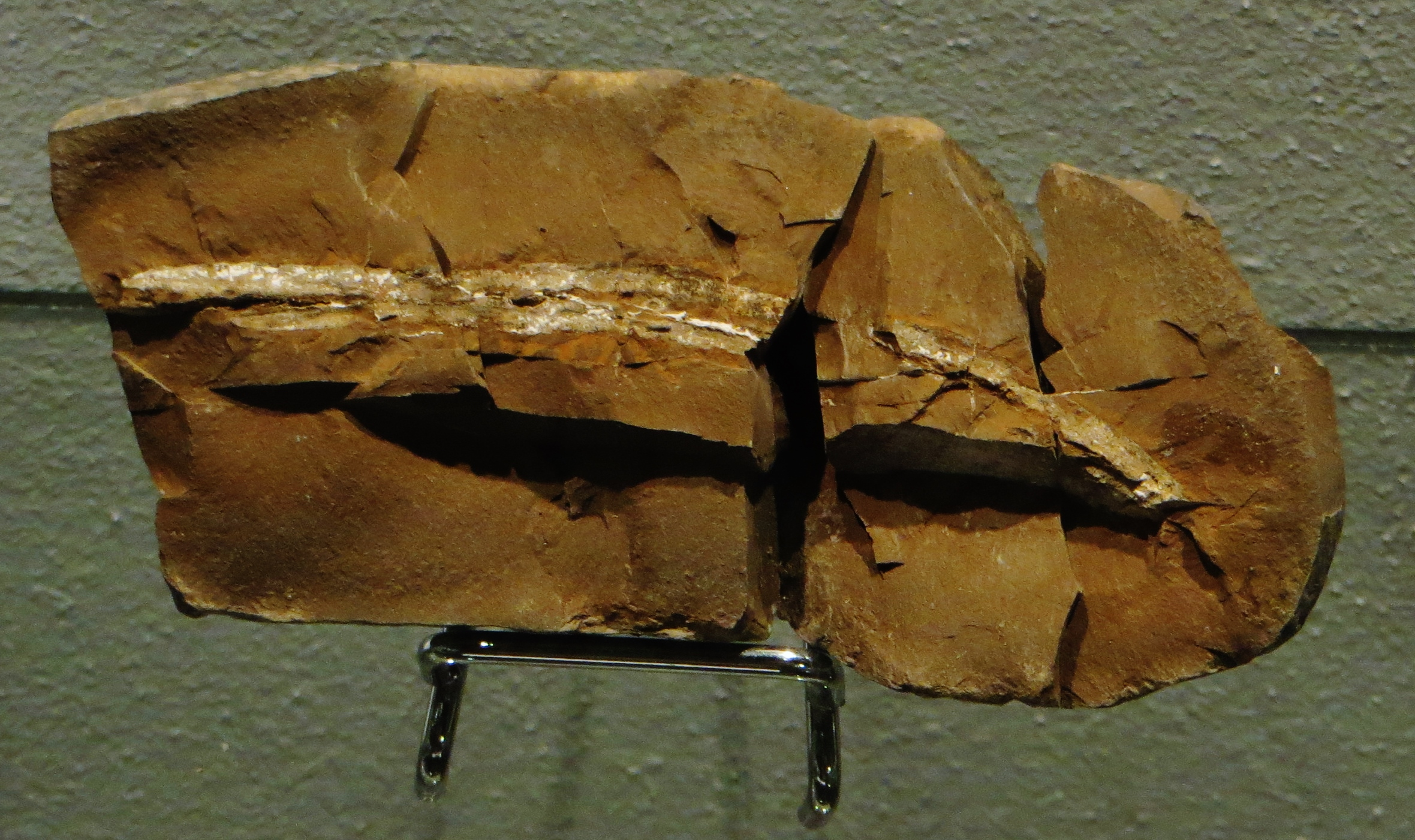
Fossile de myxine Myxineidus gononorum - Photographie prise au Muséum d'histoire naturelle d'Autun